# Kornoeljefamilie
De kornoeljefamilie (Cornaceae) is een familie van tweezaadlobbige struiken en bomen. Een familie onder deze naam wordt algemeen erkend door systemen van plantentaxonomie, maar de omschrijving van de familie wisselt sterk.
De familie wordt ook erkend door het APG-systeem (1998) en het APG II-systeem (2003), waarbij er een keus is tussen twee mogelijke omschrijvingen:
- in enge zin. De familie bestaat dan uit de geslachten Alangium en Cornus:
- in brede zin. De familie omvat dan ook de planten die anders de familie Nyssaceae vormen.

De familie in enge zin komt voor in gematigde en subtropische streken (en in gebergten in tropische streken). De familie telt 85 soorten in maar twee geslachten, waarvan in Nederland kornoelje (Cornus) voorkomt, met de rode kornoelje (Cornus sanguinea) als veel voorkomende vertegenwoordiger. Andere in Nederland voorkomende soorten zijn: de gele kornoelje (Cornus mas) en de Zweedse kornoelje (Cornus suecica).